# Passiflora weberbaueri
Passiflora weberbaueri är en passionsblomsväxtart som beskrevs av Hermann August Theodor Harms. Passiflora weberbaueri ingår i släktet passionsblommor, och familjen passionsblomsväxter. Inga underarter finns listade i Catalogue of Life.